# لازار نيكوليتش
لازار نيكوليتش هو لاعب كرة قدم صربي، ولد في 1 أغسطس 1999 في ليسكوفاتس في صربيا.

## وصلات خارجية
- لازار نيكوليتش على موقع إي إس بي إن إف سي (الإنجليزية)
- لازار نيكوليتش على موقع قاعدة بيانات كرة القدم.إي يو (الإنجليزية)
- لازار نيكوليتش على موقع بيانات كرة القدم. دي إي (الألمانية)
- لازار نيكوليتش على موقع Soccerbase.com (لاعب) (الإنجليزية)
- لازار نيكوليتش على موقع Soccerway.com (الإنجليزية)
- لازار نيكوليتش على موقع عالم كرة القدم.نت (الإنجليزية)